# ゲリー・ノイゲバウアー
ゲリー・ノイゲバウアー（ゲルハルト・オットー・ノイゲバウアー 、Gerald  Otto "Gerry" Neugebauer、1932年9月3日 - 2014年9月26日）はドイツ生まれのアメリカ合衆国の天文学者。赤外線天文学の分野の開拓者として知られる。

## 生涯と業績
ゲリー・ノイゲバウアーは、数学者で科学史家として知られるオットー・ノイゲバウアーとグレーテ・ブルックの息子としてドイツのゲッティンゲンに生まれた。ナチスの迫害を受け、名前をゲルハルト・オットー（Gerhard Otto）からゲリー（Gerry）に改名を余儀なくされ、7歳の時に一家でアメリカ合衆国に移住した。1954年にコーネル大学で物理学の学位を取得、1960年にはカリフォルニア工科大学で重水素からのパイ中間子による光生成に関する論文で博士号を取得した。
アメリカ陸軍での兵役期間中はジェット推進研究所に配属され、1962年まで陸軍武器科で働いた。1962年からはカリフォルニア工科大学で物理学の助教授として、1970年からは物理学の教授として働いた。1985年にはハワード・ヒューズ教授職に任命され、1988年には物理学・数学・天文学部の学部長となった。1980年から1994年にかけてパロマー天文台の所長も務めている。
ノイゲバウアーは赤外線天文学の開拓者として、特に赤外線領域での惑星の研究の先駆者として国際的に知られている。また、IRASや赤外線画像処理・分析センター (IPAC) 、軌道上からの恒星、天の川銀河、銀河の赤外線観測における多大な貢献で名高い。彼は、ウィルソン山天文台やパロマー天文台での観測により、何千もの赤外線源を明らかにした。また、ロバート・B・レイトンとともに行った Two-Micron Sky Survey によって5,000以上の赤外線天体をカタログにまとめた。1967年にはエリック・ベックリンとともにM42（オリオン大星雲）内に全天で最も強い赤外線源の一つを発見し、これは現在ベックリン・ノイゲバウアー天体（BN天体：BNO）として知られている。BN天体は大質量の若い天体であると考えられている。彼は、ハワイ島のケック天文台の建設にも指導的役割を果たした。
ゲリーはジェット推進研究所で太陽風研究の開拓者として知られたマーシャ・ノイゲバウアーを妻に持ち、ツーソンに住んでいた。脊髄小脳変性症により、2014年9月26日にツーソンで亡くなった。

## 受賞歴
- 1985年 - リヒトマイヤー記念賞
- 1986年 - ランフォード賞
- 1996年 - ヘンリー・ノリス・ラッセル講師職
- 1998年 - ハーシェル・メダル
- 2010年 - ブルース・メダル